# 劉鴻恩
劉鴻恩（1821年—1887年），字位卿，號春舫，河南尉氏縣人。清朝政治人物、中醫學家。

## 生平
劉鴻恩於道光二十七年（1847年）中式丁未科張之萬榜二甲第二十名進士。官至陕西布政使。後辭官返鄉，潛心鉆研醫道，著有《醫門八法》，專論八綱及外感雜癥診治用藥。因用藥善使烏梅，故人稱“烏梅先生”。